# Modelo (Santa Catarina)
Modelo is een gemeente in de Braziliaanse deelstaat Santa Catarina. De gemeente telt 3.862 inwoners (schatting 2009).